# Seven Summits
Seven Summits, en udfordring for bjergbestigere og andre.
Udfordringen omfatter bestigning af de højeste bjerge på hvert af de syv kontinenter.
Den første som menes at have fuldført alle bestigningerne er amerikaneren Richard 'Dick' Bass, som afsluttede serien med bestigning af Mount Everest den 30. april 1985.

## Seven Summits definitioner
Grundet forskellige opfattelser af nationale grænser samt grænser mellem verdensdele og kontinenter, har der udviklet sig flere definitioner på, hvilket punkt der er det højeste på de respektive kontinenter. Der er bl.a. usikkerhed om, hvorvidt geografiske eller geologiske afgrænsninger skal anvendes i denne sammenhæng.
Eksempelvis diskuteres det, om Mount Elbrus ligger i Europa eller Asien.
Definitionen på kontinenter er baseret på en model, som anvendes i Europa og USA.
Hovedsageligt henvises til to lister, fastlagt af henholdsvis Bass (Bass- eller Kosciuskolisten) og Reinhold Messner (Messner- eller Carstenszlisten).
Fra et generelt synspunkt i bjergbestigermiljøet er Messner- / Carstenszlisten den mest udfordrende.

## Bass- og Messnerlisten
| Seven Summits | Seven Summits | Seven Summits                   | Seven Summits | Seven Summits  | Seven Summits        | Seven Summits     | Seven Summits |
| Bass          | Messner       | Top                             | Højde, meter  | Kontinent      | Område               | Land              |               |
| ------------- | ------------- | ------------------------------- | ------------- | -------------- | -------------------- | ----------------- | ------------- |
| X             | X             | Kilimanjaro (Kibo toppen)       | 5.895         | Afrika         | Kilimanjaro          | Tanzania          |               |
| X             | X             | Mount Vinson                    | 4.892         | Antarktis      | Ellsworthbjergene    | Kræves af Chile   |               |
|               | X             | Puncak Jaya (Carstensz Pyramid) | 4.884         | Australien     | Pegunungan Maoke     | Indonesien        |               |
| X             |               | Kosciuszko                      | 2.228         | Australien     | Great Dividing Range | Australien        |               |
| X             | X             | Mount Everest                   | 8.848         | Asien          | Himalaya             | Nepal, (Tibet)    |               |
| X             | X             | Elbrus                          | 5.642         | Europa (Asien) | Kaukasus             | Rusland           |               |
|               |               | Mont Blanc                      | 4.808         | Europa         | Alperne              | Frankrig, Italien |               |
| X             | X             | Mount McKinley (Denali)         | 6.194         | Nordamerika    | Alaska               | USA               |               |
| X             | X             | Aconcagua                       | 6.962         | Sydamerika     | Andesbjergene        | Argentina         |               |

Mange har taget udfordringen op siden Bass udformede listen og Messner senere reviderede den. Indtil marts 2007 er det lykkedes for 198 bjergbestigere at bestige alle syv toppe i henhold til enten Bass- eller Messner-listen. Blandt disse 198 bjergbestigere er der fem danske mænd og en dansk kvinde: Søren Gudmann, Henrik Andre Olsen, Carsten Bennike, Henrik Kristensen, Jens Christian Trolle Nielsen og Stina Glavind Dalgaard Pedersen.[kilde mangler]
Da danske Søren Gudmann i 2005 gennemførte Seven Summits i henhold til Bass-listen besteg han alle syv toppe inden for en periode på blot 193 dage, 20 dage hurtigere end newzealænderne Gary Ball og Rob Hall, der indtil da havde været de hidtil hurtigste. Præstationen viste sig efterfølgende at være overgået få dage tidligere af amerikaneren Vernon Tejas, der klarede de samme syv toppe på 187 dage. Den 14. maj 2006 lykkedes det Søren Gudmann at nå toppen af Carstensz Pyramid på New Guinea (Indonesien), hvorefter han også havde gennemført Seven Summits i henhold til Messner-listen, og også her lykkedes det altså at gøre det inden for et år – men på grund af vanskeligheder med at få tilladelse fra myndighederne til ekspeditionen blev det ikke til en rekord – denne indehaves fortsat af englænderen Andrew Salter, der har gennemført Messner-listens syv toppe på 297 dage.[kilde mangler]
Danske Henrik Kristiansen (43) gennemførte i 2008 Seven Summits både Bass- og Messner listen på 136 dage, hvilket er ny verdensrekord.[kilde mangler]